# Behaalotekha
Behaalotecha, Beha’alotekha, Beha’alothkha ou Behaaloskha selon la prononciation ashkénaze (בהעלותך — héb. pour "lorsque tu feras monter,” le 11e mot, et premier distinctif de la parasha) est la 36e section hebdomadaire du cycle annuel de lecture de la Torah et la troisième du Livre des Nombres. 
Elle correspond à Nombres 8:1–12:16. Les Juifs de la Diaspora la lisent généralement vers la fin de mai ou au début de juin.

## Résumé
Dieu prescrit à Aaron par la bouche de Moïse la façon de faire monter les lumières de la menorah du Tabernacle; Il prescrit ensuite la consécration des Lévites, et une seconde Pâque pour ceux qui n'ont pu réaliser la première (pour autant qu'ils aient eu un prétexte valable).
La parasha décrit comment une colonne de nuée et de feu guidait les enfants d'Israël dans leurs pérégrinations, au son de trompettes d'argent. Cependant, le peuple, regrettant la viande d'Égypte, se remet à murmurer contre Moïse; Myriam et Aaron eux-mêmes le remettent en question - en réponse, Dieu frappe Myriam de tzaraat pendant sept jours.

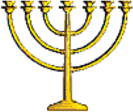
Le candélabre, ou menorah

### Divisions de la parasha lors de la lecture complète
La lecture de la parasha à la synagogue le sabbath est traditionnellement divisée en sept sections, pour lesquelles un membre différent de la congrégation est appelé à lire. La première lecture, le rishon, échoit traditionnellement à un cohen, la seconde, appelée sheni, à un levi, les suivantes à un israël (ni cohen ni levi). La septième section comporte une sous-section, le maftir, qui est lu par la personne qui lira ensuite la haftara.
Les sections de la parashat Behaalotekha sont:
- rishon :
- sheni :
- shlishi :
- revi'i :
- hamishi :
- shishi :
- shevi'i :
  - maftir :

### Divisions de la parasha lors de la lecture abrégée
Une lecture publique de la parasha fut instaurée par Ezra le Scribe le lundi et le jeudi à la synagogue. Cette lecture, sensiblement plus courte, ne comprend que trois sections, la première réservée au cohen, la seconde au levi, la troisième à un israël
- Section du cohen: Bemidbar[3]
- Section du levi: Bemidbar[3]
- Section de l'israël: Bemidbar[3]

### Maqam
Un maqam est un système de modes musicaux utilisé dans la musique arabe mélodique classique. Les juifs originaires des pays orientaux (Afrique du Nord, Syrie) s'en sont inspirés, et adaptent la mélodie de la liturgie du Shabbat en fonction du contenu de la parasha de cette semaine. Ils emploient 10 maqam différents, possédant chacun son usage propre.
Le maqam utilisé lors du sabbath au cours duquel on lit la parashat Behaalotekha est le Maqam Sigah, du fête d'une association entre la menorah et la fête de Hanoucca.

## Commandements
La Torah comporte, selon la tradition rabbinique, 613 prescriptions. Différents sages ont tenté d'en établir un relevé dans le texte biblique.
Selon deux de ces computs les plus célèbres, le Sefer Hamitzvot de Moïse Maïmonide et le Sefer HaHinoukh, la parashat Behaalotekha comporte 3 prescriptions positives et 2 négatives:
- Toute personne n'ayant pu participer au sacrifice pascal le 14 Nissan est tenue de le réaliser lors de la seconde Pâque, le 14 Iyar ( 9,11.)
- Le second sacrifice pascal doit être consommé avec des azymes et des herbes amères ( 9,11.)
- Il est interdit de laisser la viande du second sacrifice pascal jusqu'au matin du 15 Iyar ( 9,12.)
- Il est interdit de briser un os du second sacrifice pascal ( 9,12.)
- Il est obligatoire de sonner des trompettes pour accompagner tous les sacrifices publics ainsi qu'en cas de danger menaçant la communauté et en campagne militaire ( 10,9.)

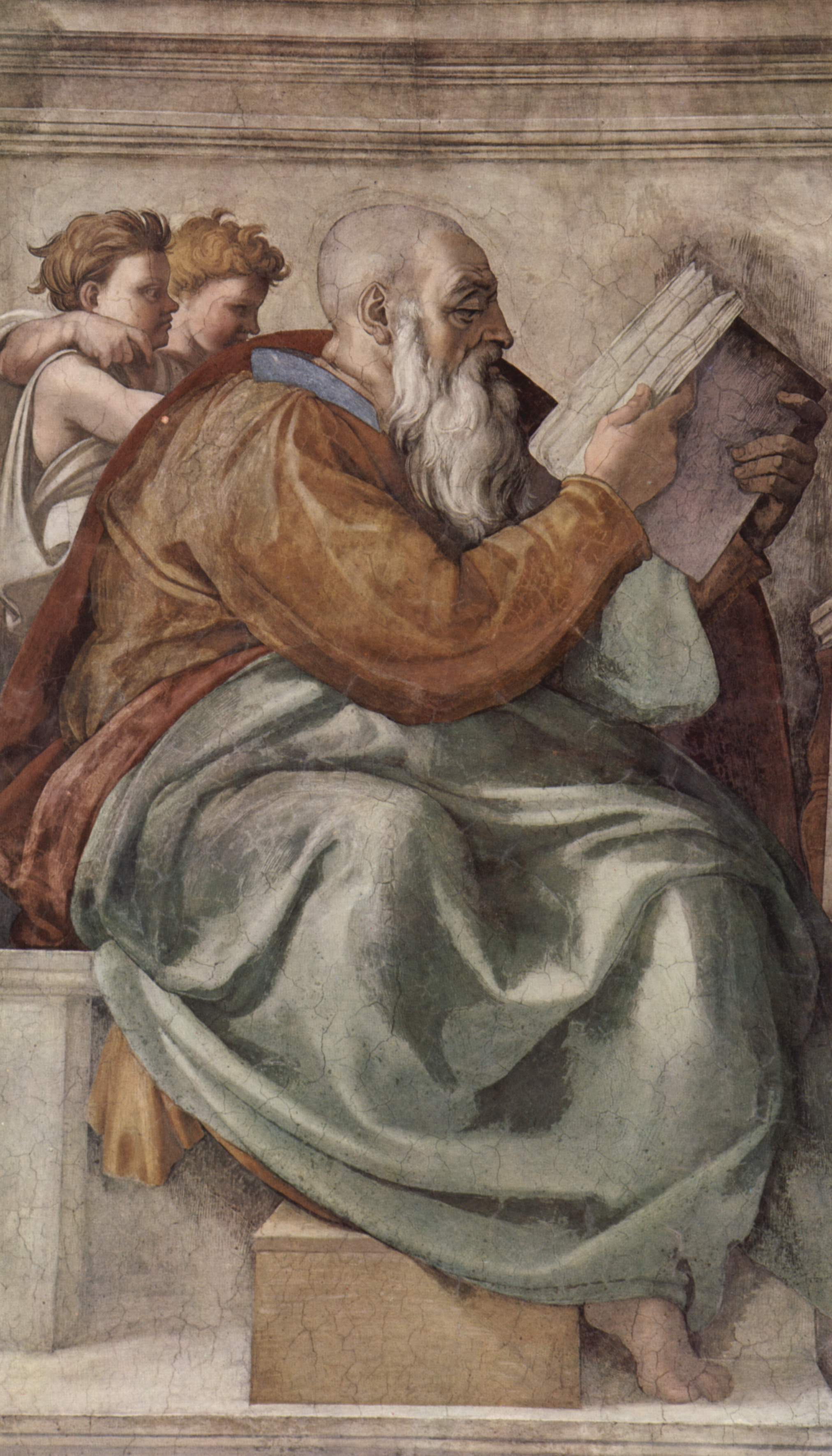
Zacharie (tableau de Michelangelo)

## Haftara
La haftara est une portion des livres des Neviim ("Les Prophètes") qui est lue publiquement à la synagogue après la lecture de la Torah. Elle présente généralement un lien thématique avec la parasha qui l'a précédée.
La haftara pour la parashat Behaalotekha est Zacharie 2:14–4:7. 
Zacharie reçoit une vision de la menorah ( 4,2–3), qui est le premier grand sujet de la parasha  8,1–4. L'ange de Dieu explique le message: « Ce n’est ni par la puissance ni par la force, mais c’est par mon esprit, dit l’Éternel des armées » ( 4,6.) Le prophète explique que les lumières de la menorah symbolisent les "yeux" de Dieu, surveillant la terre ( 4,10.) 
De même que la parasha, la haftara discute de la purification des gens responsables du culte, les Lévites dans le cas de la parasha ( 8,6–7), le Cohen Gadol Josué dans la haftara ( 3,3–5.)